# Чрдилисубани
Чрдилисубани (груз. ჩრდილისუბანი, до 2010 года — Шипиаки) — село в Грузии, на территории Цалкского муниципалитета края (мхаре) Квемо-Картли.

## География
Село находится в юго-восточной части Грузии, к востоку от Цалкинского водохранилища, на расстоянии приблизительно 7 километров (по прямой) к востоку от города Цалка, административного центра муниципалитета. Абсолютная высота — 1633 метра над уровнем моря.

## Население
По результатам официальной переписи населения 2014 года в Чрдилисубани проживал 141 человек (69 мужчин и 72 женщины). В национальной структуре населения грузины составляли 98 %, греки — 2 %.
| Год  | Население, человек |
| ---- | ------------------ |
| 2002 | 35                 |
| 2014 | ↗ 141              |